# Croatie militaire (provinces illyriennes)
Pour l’article homonyme, voir Croatie militaire.
1811–1814
Entités précédentes :
- Croatie

Entités suivantes :
- Empire d'Autriche

La province de Croatie militaire est une ancienne subdivision des Provinces illyriennes, sous contrôle de l'Empire français, qui a existé entre 1811 et 1814.

## Histoire
La province est constituée le 15 avril 1811 lors de la réorganisation des provinces illyriennes. Le chef-lieu est fixé à Senj (actuellement en Croatie).
Elle est administrée par le commandant Jean-Baptiste de Verneilh, ancien chef de bataillon au 11e régiment d'Infanterie et frère du baron Jean-Joseph de Verneilh-Puyraseau, préfet de l’Empire.
Elle est supprimée en 1814 après l'invasion des provinces illyriennes par l'empire d'Autriche.